# Kultura Paříže
Paříž nabízí přes 150 muzeí a 200 galerií, asi 100 divadel, přes 650 kin a více než 10 000 restaurací. Nabídka kulturních událostí zahrnuje po celý rok četná divadelní a operní představení, koncerty, výstavy, hudební a filmové festivaly, módní přehlídky, ale i sportovní akce. V Paříži se rovněž uskuteční 5 % všech světových kongresů.

## Kulturní kalendář
Paříž nabízí během celého roku množství kulturních akcí, mnohé s mezinárodní účastí a věhlasem.
Jaro: první týden v březnu běží nejen v pařížských kinech akce 18 Heures-18 Francs (18 hodin-18 franků), kdy je vstupné od 18,00 vždy za 3 €. Ve stejnou dobu se koná na Výstavišti Porte de Versailles veletrh Mezinárodní zemědělský salon. V březnu se koná knižní veletrh. 17. března se slaví Den svatého Patrika. Poslední březnový víkend probíhá v Espace Austerlitz na nábřeží Quai d'Austerlitz Collectionamania, v podstatě bleší trh pro sběratele kuriozit. Na přelomu března a dubna běží filmový festival dokumentárních filmů Cinéma du réel. Od května do září pod širým nebem v Boulogneském lesíku probíhá Shakespearův zahradní festival, druhý týden v dubnu mezinárodní revue vážné hudby Musicora v Grand Palais. Dva dubnové týdny se koná Salon de la jeune peinture, výstava prací současných mladých malířů. Od dubna do června v Vincenneském lesíku se koná lunapark Foire du Trône a na přelomu dubna a května Foire de Paris (Pařížský jarmark) na Pařížském výstavišti. Týden uprostřed května je v Saint-Germain-des-Prés veletrh starožitností Carré Rive Gauche. V květnu se konají umělecké výstavy Salon de mai, koncem měsíce Monumenta a triennale Force de l'art. Po celé jaro probíhají výstavy květin v Boulogneském lesíku a v Parc floral de Paris.
Léto: Během Fête du cinéma (Filmový svátek) je ve všech pařížských (i vůbec francouzských) kinech jeden červnový týden zlevněný vstup. Během Fête de la musique (Svátek hudby) se v červnu po celé Paříži konají koncerty. Pařížský aerosalon se koná každý lichý rok v polovině června v Le Bourget. Na začátku července probíhá filmový festival Festival Paris Cinéma. Největším svátkem v červenci je vojenská přehlídka na Champs-Élysées a večerní ohňostroj na Champ-de-Mars 14. července. Na přelomu července a srpna je v provozu Pařížská pláž na nábřeží Seiny. V létě probíhá soutěž pěstitelů růží v parku Bagatelle.
Podzim: Festival d'automne à Paris (Podzimní pařížský festival) od poloviny září do konce roku zahrnuje hudbu, tanec a divadlo. Během Journée du Patrimoine (Dny evropského dědictví) obvykle 3. týden v září je pro veřejnost vstup do mnoha historických budov, památníků, muzeí a ministerstev. Na přelomu září a října se konají umělecké výstavy a veletrhy Pařížské biennale, Salon d'automne a Salon des artistes français. První týden v říjnu se v Grand Palais koná veletrh moderního umění FIAC a Show Off. Na přelomu září a října se koná hudební Festival d'Île-de-France a rovněž Salon des Musiciens (Salón hudebníků) v Grande halle de la Villette. V říjnu se každý druhý rok koná Pařížský autosalón, který se střídá s motorkami (Mondial du deux roues). V říjnu se odehrává tzv. Bílá noc a Vinobraní na Montmartru, na přelomu října a listopadu Salon du chocolat a filmový festival LGBT filmů Chéries-Chéris. V listopadu se koná festival fotografií Mois de la Photo a veletrh Paris Photo, od září do listopadu biennale Photoquai.
Zima: V prosinci během Festival d'art sacré (Festival církevního umění) probíhají výstavy a koncerty v kostelech a muzeích. Salon du cheval de Paris (Pařížská přehlídka koní) se na výstavišti koná dva týdny v prosinci. V lednu jsou módní přehlídky haute couture. V únoru na Pařížském výstavišti probíhá výstava automobilových veteránů Rétromobile.

## Muzea a galerie v Paříži
Paříž spolu s regionem Île-de-France disponuje největší muzejní nabídkou ve Francii jak do počtu muzeí, tak i do rozsahu a různorodosti jejich sbírek.

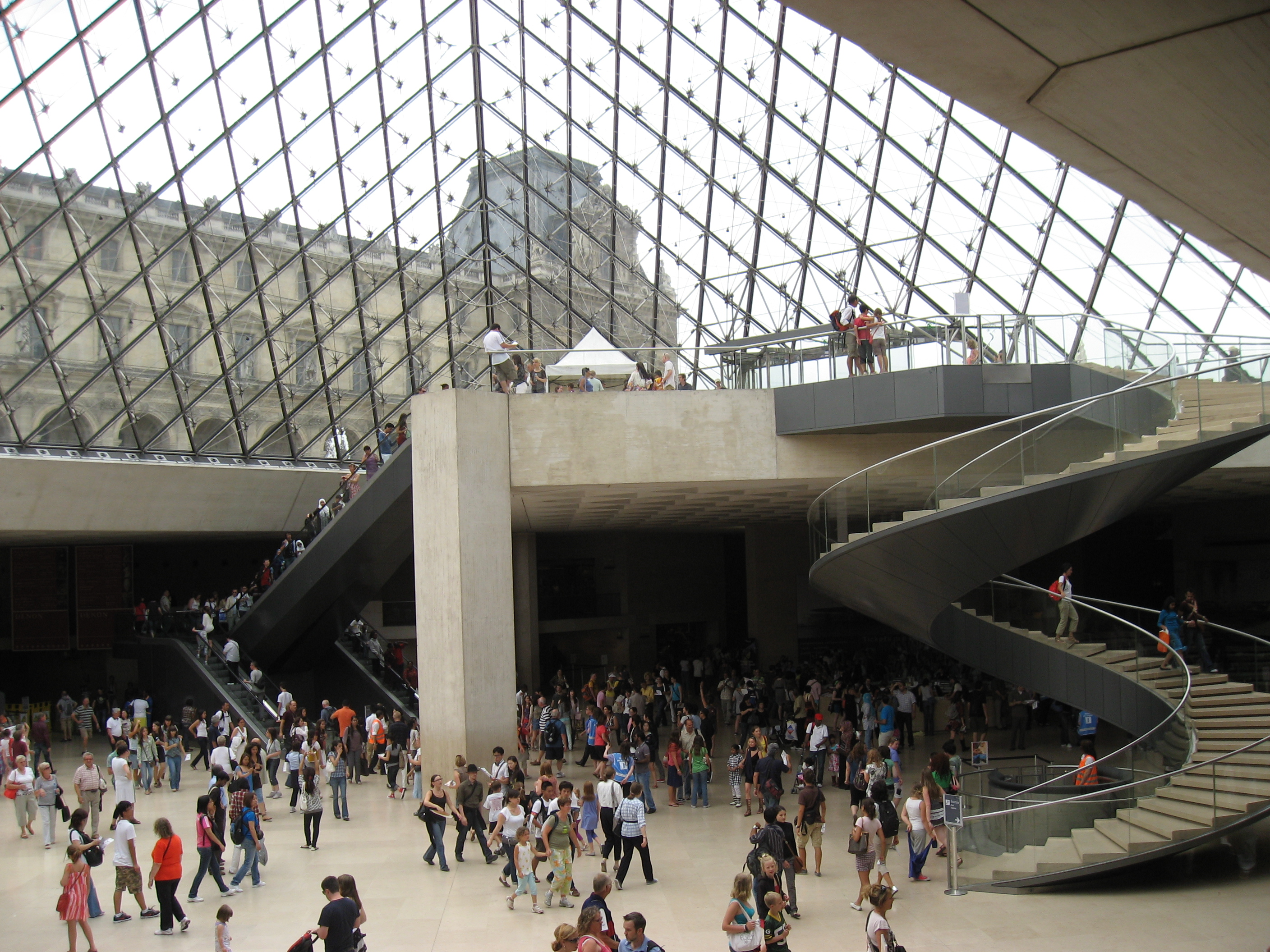
Vstup skleněnou pyramidou Louvru

Nejstarší muzeum, které je zároveň největším co do rozlohy a sbírek je Louvre. S návštěvností 8,3 miliónu v roce 2006 je Louvre zdaleka nejnavštěvovanějším muzeem na světě. Muzeum bylo založeno v roce 1793 a jeho exponáty pokrývají období od starověku do konce 19. století.
Také jiná muzea mají celosvětovou reputaci jako Národní muzeum moderního umění v Centre Georges Pompidou věnované modernímu a současnému umění (surrealismus, fauvismus, kubismus, abstraktní expresionismus apod.) nebo Musée d'Orsay představující umění 2. poloviny 19. století (1848–1914). Tato tři muzea mají statut národních institucí a jsou zřizovány francouzským státem, obdobně jako např. Musée national du Moyen Âge (Národní muzeum středověku), Musée du quai Branly (mimoevropské umění), Musée des monuments français (francouzské historické památky), Musée Guimet (asijské umění), Musée des arts et métiers (dějiny techniky), Muséum national d'histoire naturelle (muzeum přírodní historie) aj. Další jsou řízena jednotlivými ministerstvy jako např. Musée de l'Armée (v Invalidovně) a Musée de l'Air et de l'Espace (letectví a kosmonautika) v Le Bourget, která spadají pod ministerstvo obrany. Stát je rovněž zřizovatelem významných muzeí Cité des sciences et de l'industrie a Pantheonu.
Město Paříž provozuje několik vlastních muzeí, z nichž nejvýznamnější je Musée Carnavalet věnované dějinám Paříže, dále pařížské katakomby, Petit Palais, Palais de Tokyo (moderní umění), Musée Cernuschi (asijské umění), Musée des arts décoratifs (dekorativní umění) aj.

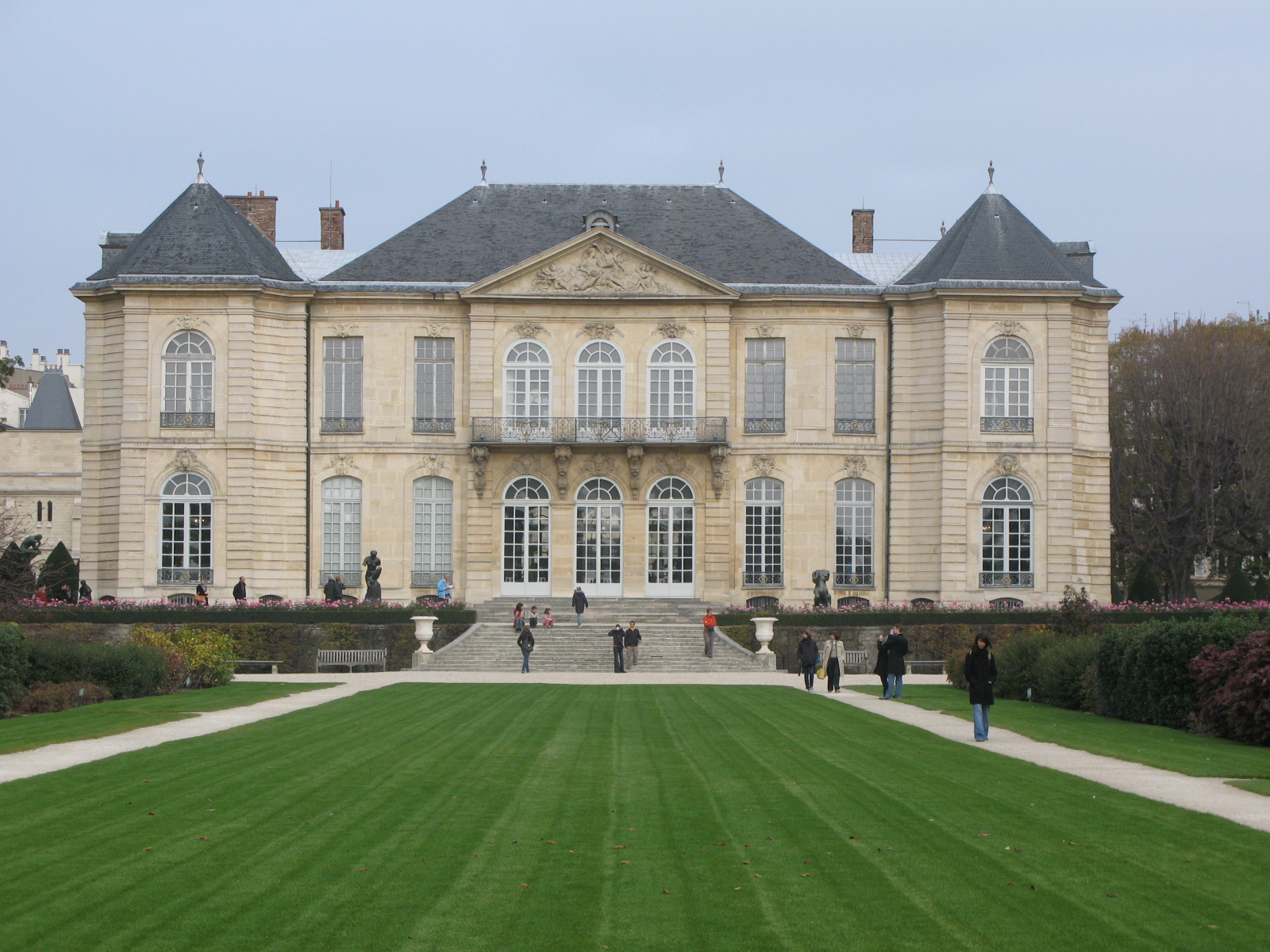
Hôtel Biron, ve kterém sídlí Musée Rodin

Nepřeberné množství muzeí zřizují jednotlivé instituce (výzkumné ústavy, školy, nemocnice, podniky) s úzkým tematickým zaměřením: Cinémathèque française (kinematografie), Musée des Égouts (pařížské stoky), Musée de la Légion d'honneur (Řád čestné legie), Musée de la Monnaie de Paris (Pařížská mincovna), Musée de Notre Dame de Paris (katedrála Notre-Dame), Bibliothèque-musée de l'Opéra (Pařížská opera), Musée Pasteur (Pasteurův ústav), Musée d'histoire de la médecine (dějiny lékařství), Musée de la musique (dějiny hudby)
Mnohá muzea jsou soukromá, např. Musée Jacquemart-André (malířství a umělecké předměty), Musée Dapper (africké umění), Musée de l'érotisme, Musée Édith Piaf, Musée Grévin (muzeum voskových figurín), Musée du vin (muzeum vína) nebo Musée du Montparnasse.
Některá muzea jsou zaměřena na jednotlivé umělce, např. Musée Picasso, Musée Rodin, Musée Delacroix apod. K nejvýznamnějším galeriím patří Musée de l'Orangerie (impresionismus a postimpresionismus), Galerie nationale du Jeu de Paume (moderní umění a fotografie), fotografiím se věnují i galerie Centre national de la photographie a Maison européenne de la photographie.

### Divadlo a opera v Paříži
Nejstarším hmotným dokladem o existenci divadla v Paříži je Arènes de Lutèce nacházející se v ulici Rue Monge v 5. obvodu. Stavba sloužila jako římský amfiteátr i aréna, pochází z 1. století n. l. a využívala se až do konce 3. století. Její kapacita byla zhruba 17 000 osob.

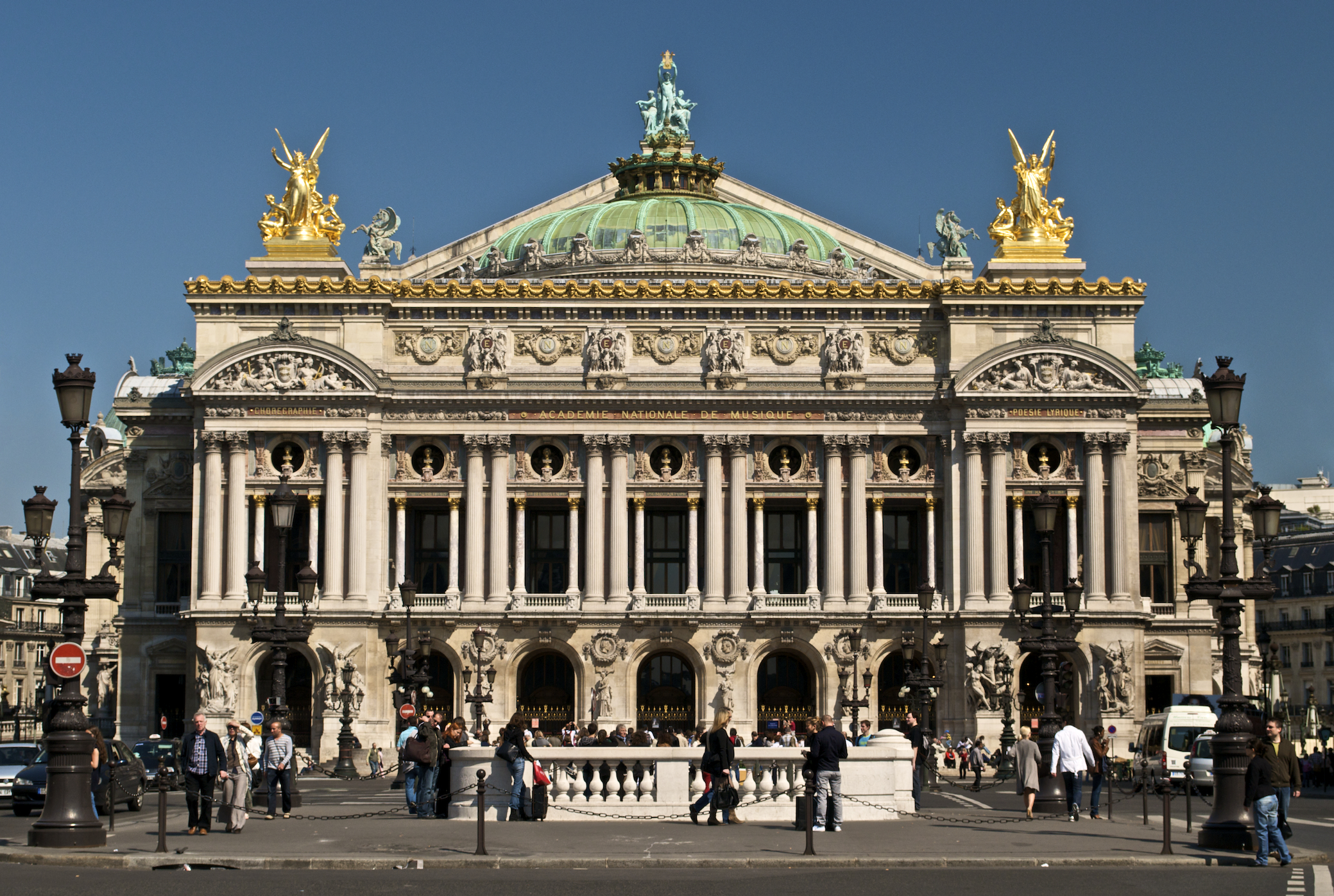
Opéra Garnier

Vzhledem k centralistické tradici sídlí nejvýznamnější divadelní, operní a baletní soubory v hlavním městě. Pařížská národní opera založená roku 1669 hraje v dějinách opery významnou roli. Dnes má k dispozici dva operní domy. Opéra Garnier byla otevřena 5. ledna 1875 a nese název podle svého architekta Charlese Garniera. Od roku 1989 slouží především pro představení baletu a klasických oper. Se svou rozlohou 11 237 m2 je největším divadlem na světě, nicméně v počtu sedadel (2150) ji předčí milánská La Scala a Vídeňská státní opera. Nová Opéra Bastille na Place de la Bastille byla otevřena na místě bývalého nádraží Bastilla 13. července 1989 u příležitosti 200. výročí dobytí Bastilly. Jejím autorem je architekt Carlos Ott. Součástí Pařížské opery je též Balet národní opery s prestižní baletní školou. Další samostatné opery v Paříži jsou Théâtre du Châtelet, Opéra-Comique a Théâtre des Champs-Élysées. Posledně jmenované divadlo je též významným koncertním sálem klasické hudby.
Také divadlo Comédie-Française založené roku 1680 má dlouhou tradici a je spojeno s působením významných postav francouzského divadla jako byli Molière či Sarah Bernhardt. Instituce se statutem národního divadla dnes hraje převážně klasický repertoár. Další národní divadlo Théâtre de l'Odéon bylo otevřeno v roce 1782.
Další významné pařížské scény jsou např. Théâtre du Vieux-Colombier nebo Théâtre de la Ville, které je zaměřené vedle divadla i na moderní tanec a jeho druhý sál Théâtre des Abbesses na Montmartru. Současné komedie, vaudeville apod. se uvádějí v mnoha menších divadlech, jako je např. Théâtre des Bouffes-Parisiens, které založil v roce 1855 Jacques Offenbach.
Divadelní revue, show a muzikály uvádějí různá varieté a kabarety jako slavný Moulin Rouge založený roku 1889 nebo Folies Bergère.

## Hudba v Paříži

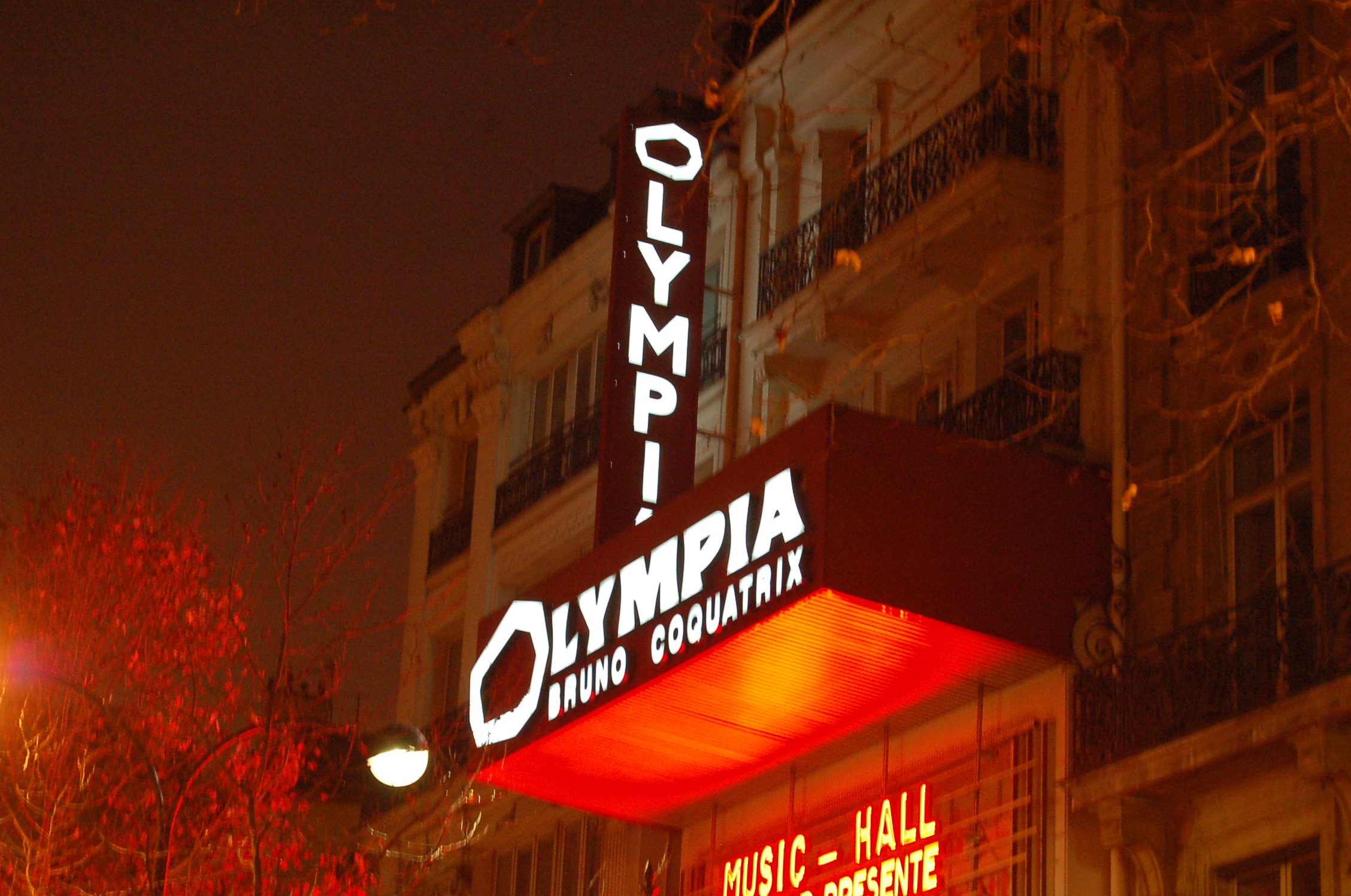
Pařížská Olympia

Hudební tradice v Paříži sahá až do středověku, kdy zde na konci 12. století byla založena škola při Notre-Dame. Za vlády Františka I. byla v Paříži založena hudební tiskárna. Během vlády Ludvíka XIV. vznikaly pro pobavení královského dvora opery a balety, dvorním skladatelem se stal v roce 1653 Jean-Baptiste Lully. V 18. století tuto pozici převzal Jean-Philippe Rameau. Řada populárních písní vznikla v Paříži během Velké francouzské revoluce, kdy se v roce 1792 stala píseň Carmagnole hymnou Sansculotů. Také v 19. století byla Paříž významným centrem hudby, působili zde například skladatelé Frédéric Chopin, Charles Gounod, Hector Berlioz, Johann Strauss st. nebo Jacques Offenbach. V období Třetí republiky v Paříži tvořili Paul Dukas, Camille Saint-Saëns, Georges Bizet, Maurice Ravel či Claude Debussy. Na přelomu 19. a 20. století se autorem populární hudby stal Aristide Bruant, na nějž navázali Édith Piaf nebo Maurice Chevalier ztělesňující po celém světě pařížskou populární hudbu. V červnu 2005 se ve Versailles uskutečnil koncert Live 8.
V Paříži se nachází mnoho koncertních sálů, z nichž nejslavnější je Olympia. Významné jsou rovněž sály Bataclan, Folies Bergère nebo Zénith. Ve výstavbě je Philharmonie de Paris, která je součástí Cité de la musique. Koncerty populární hudby se často konají v Palais omnisports de Paris-Bercy.
Ve městě působí Hudební a taneční konzervatoř a Americká škola moderní hudby. Hudbou se zabývají též veřejné knihovny Médiathèque musicale de Paris a Médiathèque Musicale Mahler. Z pařížských hudebních souborů jsou významné Ensemble intercontemporain a Les Chœurs de Paris XIII.

## Sochařství v Paříži

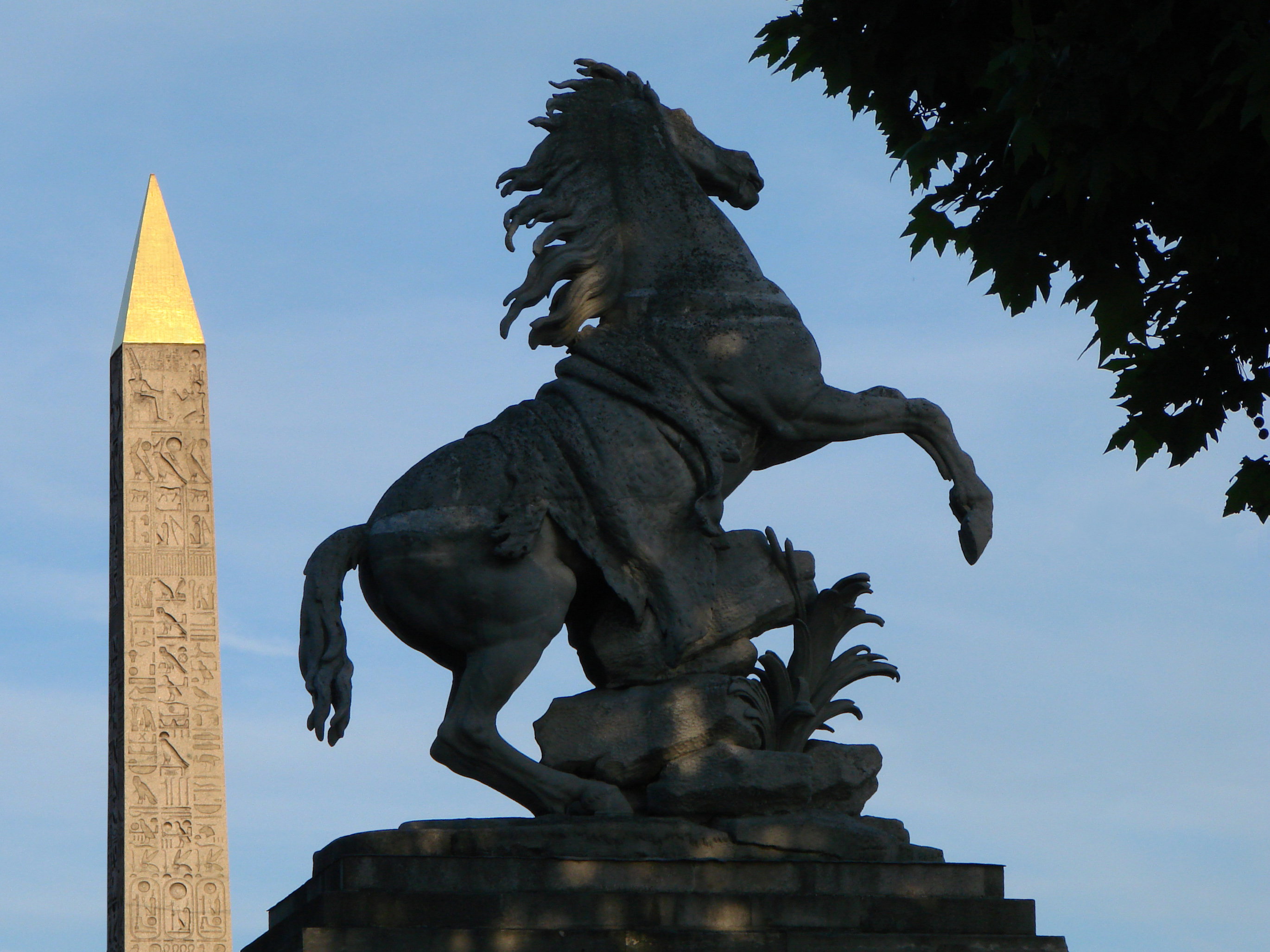
Koně z Marly na Place de la Concorde

Pařížská prostranství zdobí množství soch, pomníků a památníků. K významným zastoupeným sochařům patří François Rude (socha La Marseillaise na Vítězném oblouku) nebo Jean-Baptiste Carpeaux (tanec na průčelí Opéry, alegorie na fontáně Čtyř světových stran). Parky a náměstí zdobí též díla mistrů z konce 19. století jako byli Auguste Rodin a Aimé-Jules Dalou (Lucemburská zahrada, Place de la Nation), Antoine Bourdelle (Palais de Tokyo), Aristide Maillol (Tuilerijské zahrady) nebo Paul Landowski (socha sv. Jenovéfy na mostě Tournelle). Secese je od roku 1900 zastoupena na desítkách vstupů do pařížského metra, jichž autorem je Hector Guimard. Příklady současného umění se nacházejí v Palais Royal a na Stravinského fontáně. Muzeum soch pod širým nebem je volně přístupné na nábřeží Quai Saint-Bernard. V Paříži se nacházejí celkem čtyři kopie Sochy Svobody, z nichž nejznámější kopie sochy se nachází na ostrově Cygnes. Zajímavou sochařskou výzdobu mají rovněž vítězné oblouky Saint-Denis a Saint-Martin a dále Vendômský a Červencový sloup.

## Literární život v Paříži
Od 12. století se díky Pařížské univerzitě stalo město jedním z významných rozumových center křesťanského světa. Během renesance se město se stalo centrem humanismu. S postupnou centralizací moci bylo posíleno kulturní prvenství Paříže ve Francii.
V polovině 17. století se Paříž stala téměř výhradním centrem francouzské literatury, která byla spojena s literárními salony, např. madame de Sévigné. Ačkoliv v poslední třetině století dvůr Ludvíka XIV. zvýšil společenskou Versailles oproti Paříži, přesto zůstal zdejší duchovní život nadále aktivní. Pod záštitou krále byla např. v roce 1680 založena Comédie-Française.

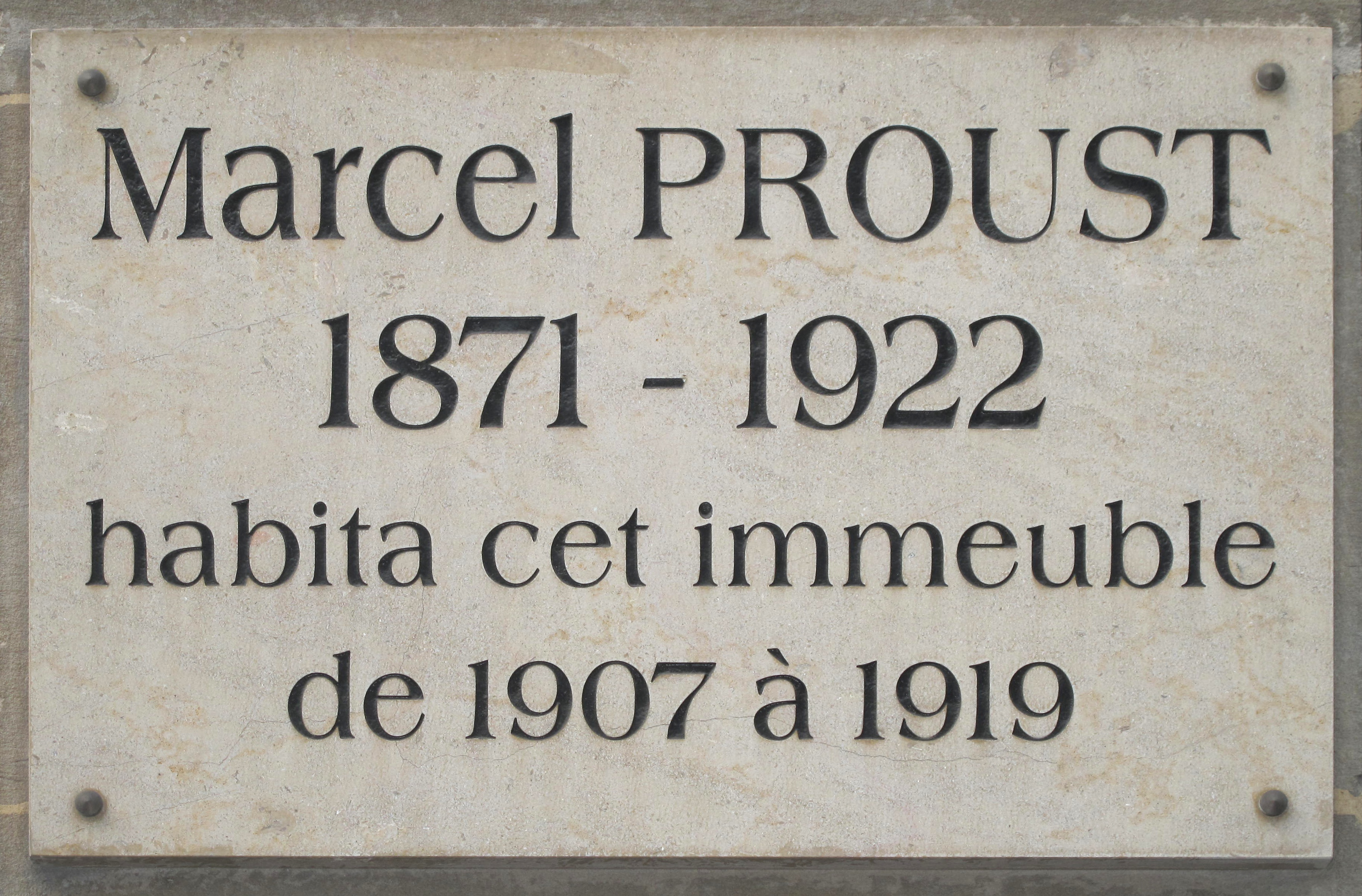
Pamětní deska o pobytu Marcela Prousta, Boulevard Haussmann 102

Během 18. století byla Paříž kulturním centrem království a pařížské salony zažívaly rozkvět. K jejich významným činitelům patřil Voltaire a další encyklopedisté shromáždění kolem Denise Diderota.
Po Velké francouzské revoluci se stal literární svět větší a složitější, avšak Paříž si podržela přední pozici ve francouzském intelektuálním životě. Usídlilo se zde mnoho literátů z ciziny, mnozí z důvodů pronásledování např. Heinrich Heine nebo Karl Marx.
Také mezi světovými válkami se v Paříži usadilo mnoho zahraničních spisovatelů, kteří zde našli inspiraci pro svou práci: Ernest Hemingway, Henry Miller, Gertrude Steinová, David Herbert Lawrence nebo James Joyce. Díky nim zažila čtvrť Montparnasse svůj zlatý věk. Po druhé světové válce se tímto literárním centrem stala čtvrť Saint-Germain-des-Prés, kde působili literáti a intelektuálové Jean-Paul Sartre, Simone de Beauvoirová, Boris Vian nebo Jacques Prévert. Od té doby již Paříž ztratila svou prestiž jediného francouzského intelektuálního centra. I tak zůstává hlavním městem literární činnosti a sídlem nejvýznamnějších francouzských vydavatelů jako je nakladatelství Gallimard. Rovněž se zde udělují prestižní literární ceny jako Goncourtova cena, Prix du Quai des Orfèvres nebo Prix Femina. Slavnou minulost dnes v téměř každé čtvrti v Paříži připomíná pamětní deska upozorňující na pobyt významného spisovatele.

## Fotografie v Paříži
| \| Louis Daguerre: Boulevard du Temple (1838/1939) \| Charles Marville: Fontána Censier (1865) \| Eugène Trutat: Place de l'Étoile (1898) \| Eugène Atget: Place Maubert (1899) \| \| Édouard Baldus: Notre-Dame (1857) \| Gaspard-Félix Tournachon: Nadarův ateliér, Boulevard des Capucines (1860) \| Eugène Atget: Kostel Saint-Julien-le-Pauvre (1898) \| Eugène Atget: Rue des Prêtres-Saint-Séverin (1898) \| \| \| \| \| \| |                                                                           |                                                    |                                                    |
| Louis Daguerre: Boulevard du Temple (1838/1939) | Charles Marville: Fontána Censier (1865)                                  | Eugène Trutat: Place de l'Étoile (1898)            | Eugène Atget: Place Maubert (1899)                 |
| Édouard Baldus: Notre-Dame (1857) | Gaspard-Félix Tournachon: Nadarův ateliér, Boulevard des Capucines (1860) | Eugène Atget: Kostel Saint-Julien-le-Pauvre (1898) | Eugène Atget: Rue des Prêtres-Saint-Séverin (1898) |
| |                                                                           |                                                    |                                                    |

Francie je kolébkou vynálezu fotografie a proto také nejstarší dochované snímky pocházejí právě z Paříže.Od vynálezu fotografie se mnozí umělci snažili zachytit atmosféru města a jeho každodenní život. Průkopník a otec fotografie Louis Daguerre zde pořídil známý snímek Boulevard du Temple. Umělci Charles Marville a Eugène Atget zahájili ve 2. polovině 19. století systematické fotografování pařížských ulic a jejich obyvatel. Hippolyte Bayard byl prvním fotografem, který dostal zakázku od vládní organizace zdokumentovat historickou architekturu nejen v Paříži, ale po celé Francii. Bylo to na základě mise Mission héliographique, kterou v roce 1851 vyhlásila francouzská vládní organizace Commission des Monuments historiques (Úřad historických památek). Jejím úkolem byla fotografická dokumentace architektonických památek ve Francii, především významné historické a kulturní pamětihodnosti podléhající ochraně a zahrnuté na seznam Monument historique. Členové skupiny se skládali z fotografů: Gustave Le Gray, Auguste Mestral, Édouard Baldus, Hippolyte Bayard a Henri Le Secq. Fotografové měli zdokumentovat historické budovy, mosty a památky, z nichž mnohé byly zbourány, aby uvolnily cestu pro velké pařížské bulváry, které nechal postavit na příkaz Napoleona III. prefekt Baron Georges-Eugène Haussmann. V padesátých letech vznikala první fotografická sdružení a společnosti, například Société héliographique nebo Société française de photographie.

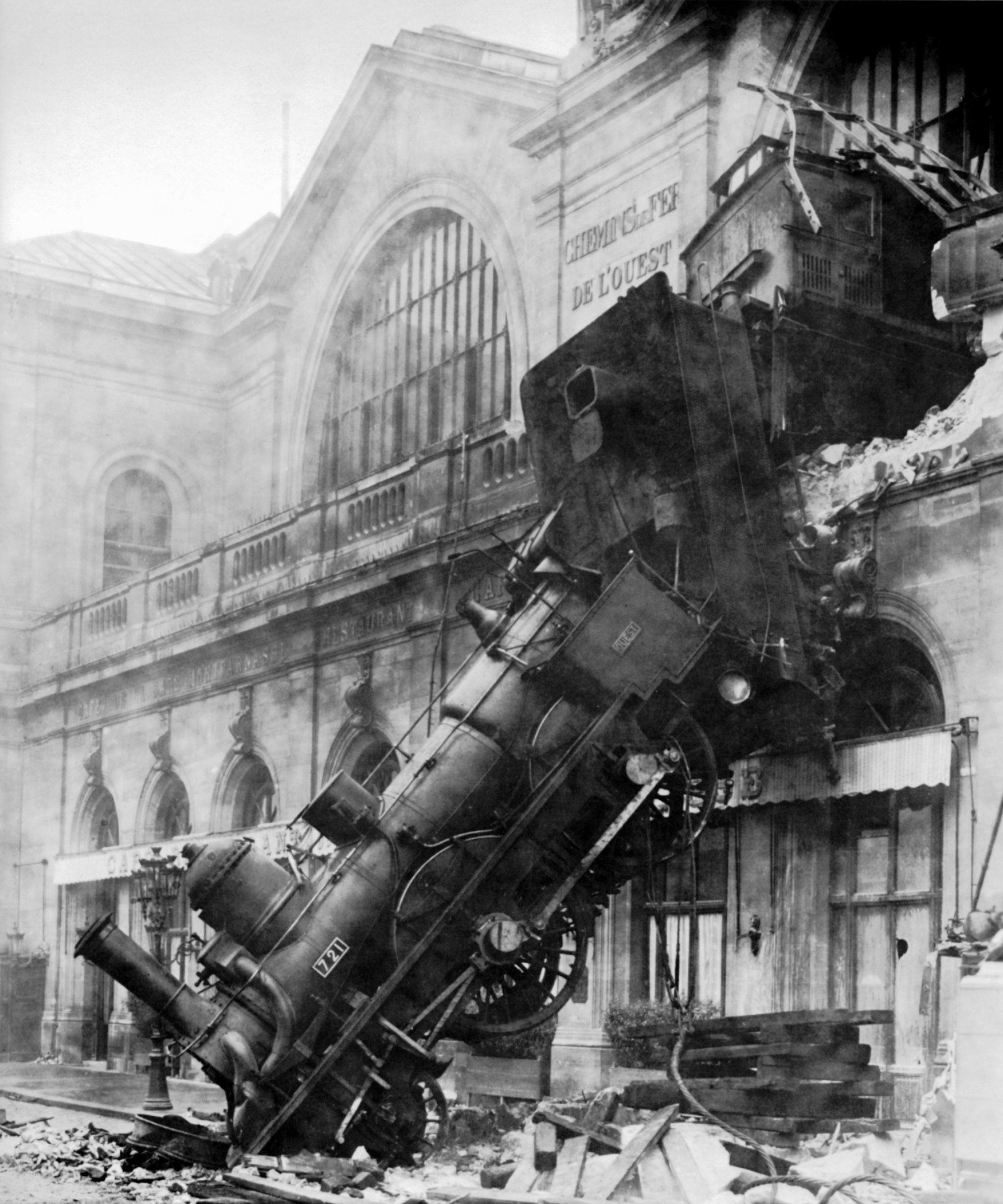
Železniční nehoda na nádraží Montparnasse (1895)

První fotografie města ze vzduchu (a vůbec první na světě) pořídil v roce 1858 vzduchoplavec a fotograf Nadar, který fotografoval ze speciálně upraveného balónu. Nadar se kromě vzduchoplavectví věnoval také portrétní fotografii, ve svém ateliéru na Boulevardu des Capucines pořídil podobenky řady nejslavnějších osobností své doby. Jeho konkurentem byl vynálezce André-Adolphe-Eugène Disdéri, který si 22. listopadu roku 1854 nechal patentovat fotografické vizitky. Takzvané carte de visite byly velmi levné, dostupné pro široké masy, ovládly svět během 60. a 70. let 19. století a značně tak přispěly k rozšíření a popularizaci fotografie vůbec. Při velkolepé reklamě a nízkých cenách dosáhl toho, že do jeho portrétního ateliéru v Paříži přicházelo pro vlastní podobiznu mnoho lidí. Velmi brzy se ateliér stal chrámem fotografie, místem jedinečného skvostu a elegance, který denně prodal 300 až 400 portrétů. V šedesátých a sedmdesátých letech pořizoval ateliérové portrétní fotografie Antoine Samuel Adam-Salomon, který při komponování v ateliéru využíval sloupu, drapérií v podobě visích látek nebo ležících ubrusů. Měl v oblibě nařasené látky nebo pláště, které zabíraly velkou část snímku. Po Světové výstavě v Paříži roku 1867 popsal magazín London Times Salomonovy obrazy jako "bezkonkurenční", "výtečné" a "nejkrásnější fotografické portréty na světě".
Na dílo Marvilla a Atgeta navázal ve 20. století Robert Doisneau, jeden z významných fotografů Paříže, který portrétoval děti hrající si na ulicích, domovníky, bistra, trhy atd. Z jeho fotografií plných humoru je nejznámější Le Baiser de l'Hôtel de Ville (Polibek před radnicí). Fotograf Willy Ronis zaznamenal dnes již zmizelá zákoutí ve čtvrtích Belleville a Ménilmontant. Marcel Bovis se zaměřoval na kouzlo noční Paříže.
Ve dvacátých letech do Paříže emigrovala celá řada významných fotografů ze zahraničí André Kertész, Man Ray, Germaine Krull nebo Lucien Aigner. V roce 1934 vzniklo v ulici Rue Jean-Goujon 10 prestižní fotografické studio Harcourt založené bratry Lacroixovými. Je známé zejména svými černobílými fotografiemi filmových hvězd a celebrit, neboť v té době bylo podle francouzské vyšší střední třídy považováno za standard nechat se několikrát během života vyfotografovat u Harcourta.
Od osmdesátých let tvoří v Paříži Anton Solomucha, který se specializuje na narativní figurace. Jeho takzvané „fotografické malby“ sdružují fotografický obraz s malířskou studií v živých obrazech, které často vyžadují velké množství modelů. Jako příklad slouží snímek Únos Sabinek 2008 (podle obrazu Nicoly Poussiniho) z cyklu Červená karkulka na návštěvě Louvru.

## Kina v Paříži
Filmové projekce mají v Paříži velkou tradici. Dne 28. prosince 1895 bratři Lumièrové uskutečnili v Salon indien du Grand Café první filmové promítání pro veřejnost. V Paříži také Georges Méliès zavedl „umělecký“ film, do té doby se promítaly pouze filmy dokumentární nebo jako technická demonstrace. V Paříži se rovněž uskutečnila 2. února 2000 první veřejná projekce digitálního promítání v Evropě. Od 30. let bylo mnoho dosavadních divadel a koncertních sálů přeměněno na biografy.

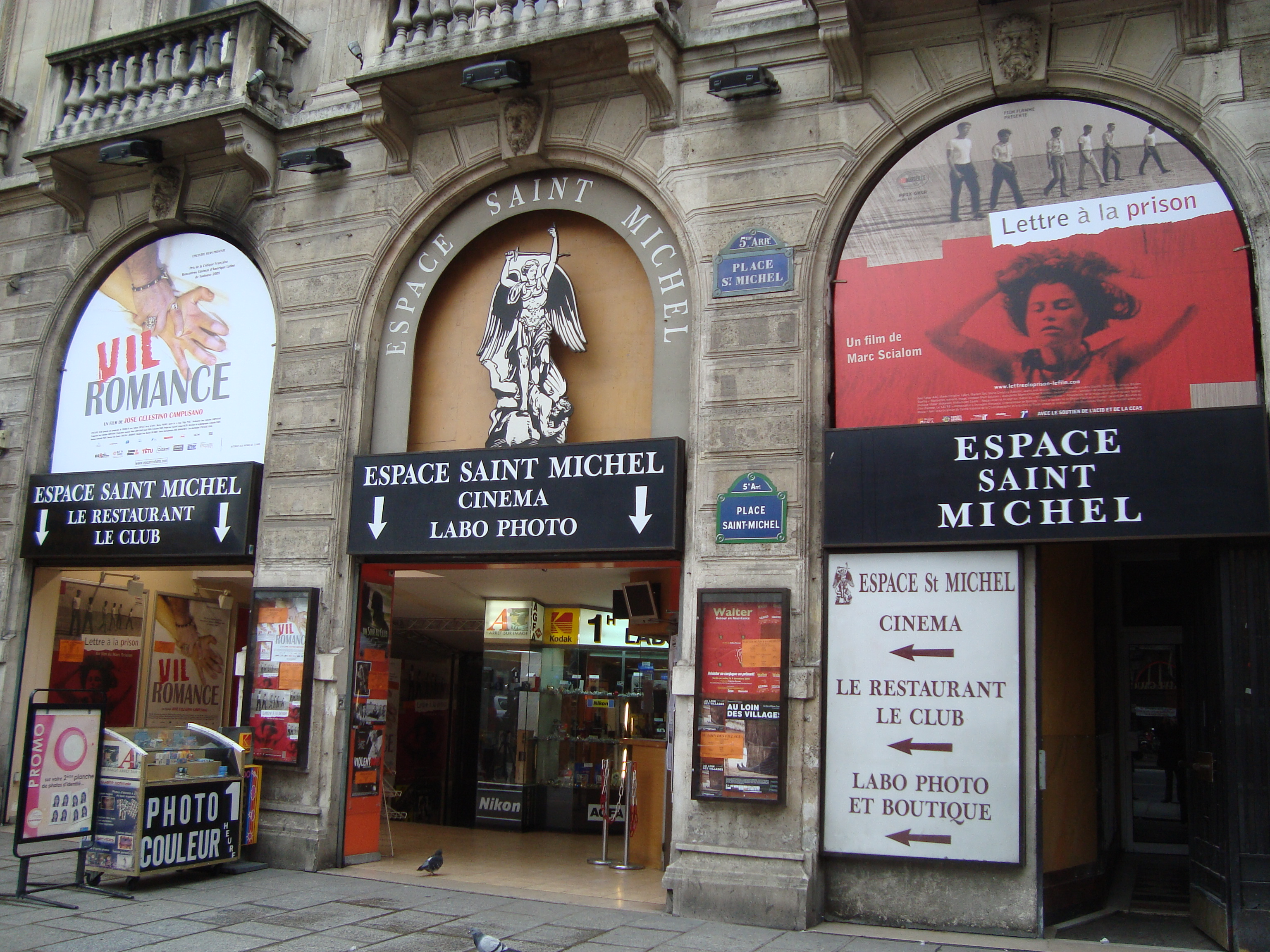
Kino Espace Saint-Michel, kde byl v roce 1988 spáchán žhářský útok

V Paříži se nachází velké množství kin, které měly v roce 2006 celkem 376 sálů, z nichž bylo 150 nezávislých a 89 uměleckých. Poskytují velkou nabídku, každý týden se promítá přibližně 450 až 500 různých filmů a roční návštěvnost přesahuje 27 miliónů diváků (údaje z roku 2006).
Od 90. let vznikají v Paříži velké multiplexy s deseti i dvaceti sály, např. v Forum des Halles, Bercy Village a jinde. Největším kinem v Paříži je Le Grand Rex s 2800 místy, protože Gaumont Palace na Place de Clichy, který měl 6000 míst, byl zbořen v roce 1973. Všechny ostatní pařížské sály mají méně než 1000 míst.
V bývalém Americkém centru sídlí Cinémathèque française, která uchovává a zpřístupňuje veřejnosti filmy. Obdobnou náplň má i Cinémathèque Robert-Lynen a filmové knihovny Forum des images, Bibliothèque du cinéma François-Truffaut a Bibliothèque du Film. Od roku 1986 v Paříži rovněž působí vysoká filmová škola La Fémis.

## Zahraniční kulturní instituce v Paříži
Význam Paříže umocňuje i mnoho kulturních institucí, které ve městě zřizují diplomatické zastoupení států z celého světa. Zastřešující organizací je Fórum zahraničních kulturních institutů v Paříži. Jejich úkolem je přibližovat kulturní rozmanitost daných zemí ve Francii. Proto spolupracují s francouzskými institucemi a pořádají semináře, konference, přednášky, besedy, koncerty, výstavy apod. Některé provozují knihovny, informační servis aj.
K významným patří Institut arabského světa, který zprostředkovává arabskou kulturu, Dům japonské kultury, Irské kulturní centrum, Švédské kulturní centrum, Německý historický institut, Dánský dům a jiné. České centrum sídlí v Rue Bonaparte.

## Gastronomie v Paříži

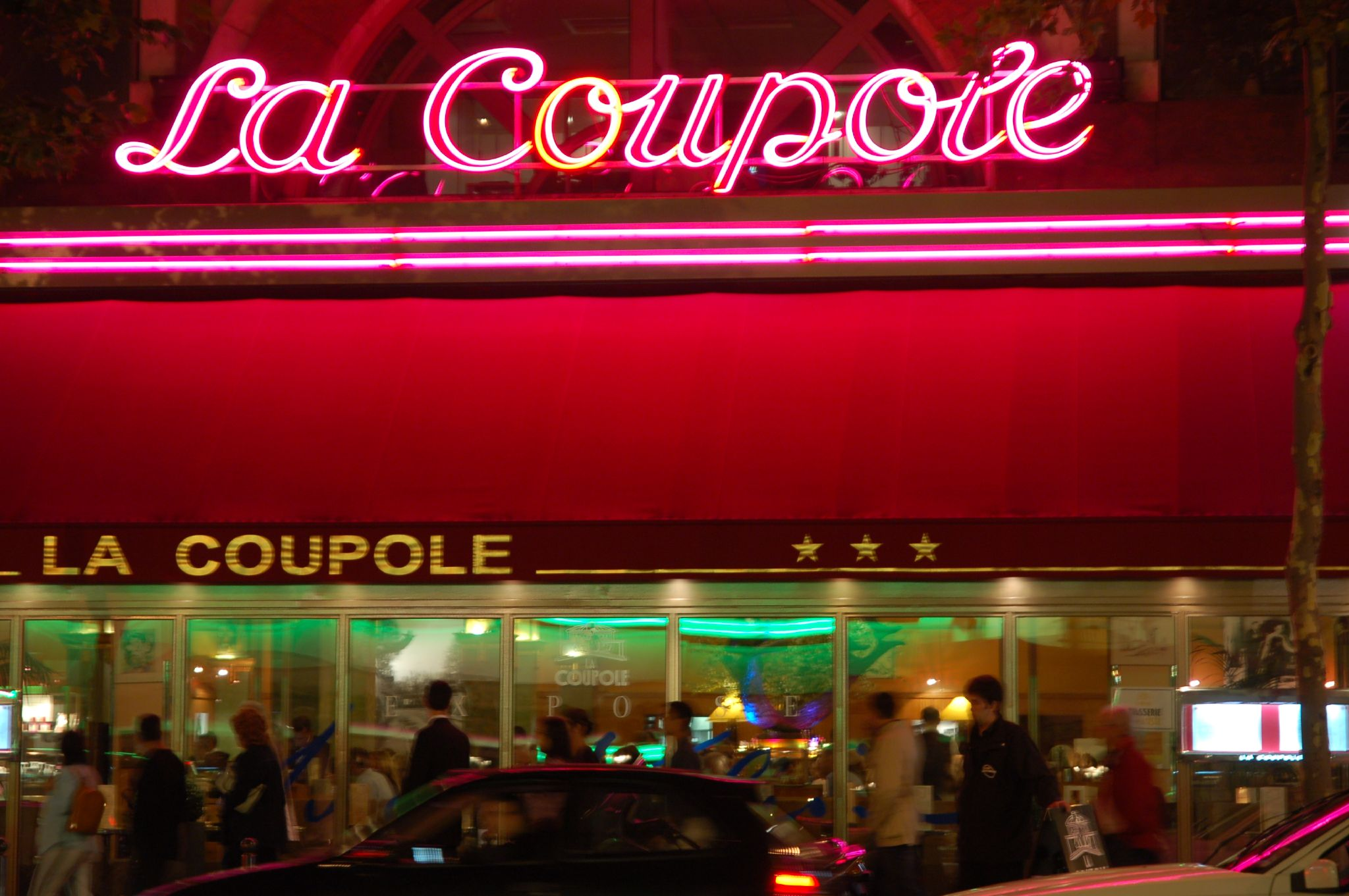
La Coupole za tmy

První restaurace v moderním smyslu vznikly v Paříži v 18. století. Termín restaurace se objevil v roce 1765, kdy jeden provozovatel vývařovny polévek získal povolení prodávat též jehněčí s omáčkou. Od té doby se restaurací nazývaly podniky, které nabízely různé druhy jídel. Před Velkou francouzskou revolucí nebylo v Paříži ani 100 restaurací, neboť zde byla omezení v podobě cechovních práv, která zakazovala prodávat různé typy jídel v jednom podniku. Teprve po revoluci, kdy byla omezení zrušena, počet restaurací narůstal. Pařížské restaurace provozovali většinou kuchaři, kteří původně pracovali ve šlechtických rodinách a po jejich emigraci začali podnikat v pohostinství. Tím rozšířili mezi měšťanské vrstvy styl vaření, který do té doby neznali.
Rovněž kavárny se staly nedílnou součástí francouzské kultury a jejich obliba rostla od roku 1670, kdy byla otevřena Café de la Régence. Dnes je nejstarší kavárnou v Paříži Café Procope zprovozněná v roce 1686. Kavárny byly velmi populární v 18. století, od poloviny 19. století se rozšířily i na chodníky a bulváry.
V té době se Paříž napojila na železnici a během následné průmyslové revoluce se do Paříže začali stěhovat obyvatelé z různých částí Francie, kteří si s sebou přinášeli gastronomické rozmanitosti jednotlivých regionů. Vznikly tak specializované rybí restaurace, restaurace s alsaskou nebo provensálskou kuchyní. Rovněž příchod imigrantů ze zahraničí, ať už z evropských zemí nebo z Maghrebu či Asie přinesl ještě větší kulinářskou rozmanitost, takže dnes Paříž nabízí kuchyně pěti kontinentů.
K nejproslulejším podnikům patří restaurace Maxim's a kavárny Café de Flore, La Coupole, La Rotonde, Les Deux Magots nebo Café de la Paix.

## Paříž v umění

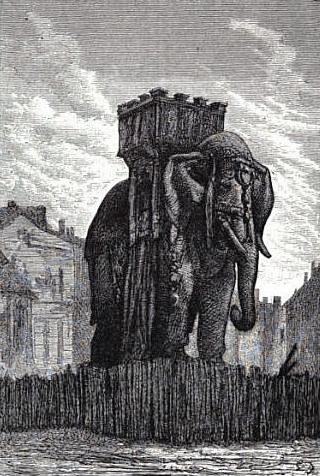
Bastilský slon, ilustrace z románu Bídníci, kdy malý Gavroch sleduje pochod Napoleona

### Paříž v literatuře
Paříž inspirovala literáty již v dávné minulosti. V 15. století François Villon zakomponoval své zážitky v chudinských čtvrtích Paříže do svého hlavního díla Závěť. Nicméně v 17. a částečně i v 18. století panoval u autorů jen malý zájem o popis pařížských reálií. V 19. století se francouzští spisovatelé více zaměřili na zobrazení reality své doby. Během Červencové monarchie se Honoré de Balzac snažil vykreslit detailní popis moderní francouzské společnosti ve svém komplexním díle Lidská komedie a Paříž v ní zaujímá významné místo v popisu scén pařížského života.
Balzac se zajímal především o vysokou společnost nebo o ambiciózní jedince toužící po bohatství, jiní autoři si všímali i dalších aspektů života ve městě. O pařížském podsvětí pojednává román Eugèna Suea Tajnosti pařížské, který vycházel na pokračování v letech 1842–1843 a sklidil velký úspěch. O dvacet let později publikoval Victor Hugo svůj román Bídníci, který se stal klasikou, a ve kterém má Paříž významné zastoupení. Paříž se objevuje i v dílech dalších autorů, jako např. Gérarda de Nervala, který v románu La Bohème galante (1852) popisuje dojmy z noční Paříže. Změny, kterým procházela Paříž za prefekta Haussmanna dobře zachytil Émile Zola v románech Břicho Paříže, Nana, Zabiják nebo U štěstí dam. Paříž byla rovněž námětem básníků symbolistů, zejména Charlese Baudelaira, který napsal Malé básně v próze (původně vydány v roce 1869 pod názvem Pařížský splín).
Od 50. let 20. století se Paříž vyskytuje v žánrově velmi odlišných dílech. Jsou to detektivní romány o soukromém detektivovi Nestoru Burmovi spisovatele Léo Maleta nebo o komisařovi Maigretovi ze Zlatnického nábřeží 36 Georgese Simenona. Dále je to parodie Zazie v metru Raymonda Queneaua nebo romány Georgese Pereca Vzpomínám či Život návod k použití. V roce 1975 vydal Rachid Boudjedra román Ideální topografie pro vyloženou agresi odehrávající se zcela v pařížském metru.
Město inspiruje i spisovatele nové generace jako je Patrick Modiano (píšícím o čtvrti Belleville) a Jean-François Vilar (čtvrť Bastille). Paříž se vyskytuje i v moderní poezii, kterou představují Jacques Réda (Les Ruines de Paris) nebo Jacques Roubaud (La forme d'une ville change plus vite, hélas, que le cœur des humains).

### Paříž v malířství
| \| Jacques Callot: Tour de Nesle (1. polovina 17. století) \| Alfred Sisley: Bárky na kanálu Saint-Martin (1870) \| Auguste Renoir: Pont Neuf (1872) \| Paul Gauguin: Seina mezi Pont d'Iéna a Pont de Grenelle (1875) \| \| Paul Cézanne: Seina v Bercy (1878) \| Gustave Caillebotte: Boulevard des Italiens (1880) \| Vincent van Gogh: Pont du Carrousel s Louvrem (1886) \| Vincent van Gogh: Moulin de la Galette (1886) \| \| Childe Hassam: Champs-Élysées (1889) \| Pierre-Ernest Prins: Lapin Agile (1890) \| Henri Rousseau: Eiffelova věž (1898) \| Camille Pissarro: Tuilerijské zahrady (1900) \| \| Honoré Daumier: Umělci před Notre-Dame (1834) \| Édouard Manet: Sníh v Petit–Montrouge (1870) \| Claude Monet: Boulevard des Capucines (1873) \| Zdenka Braunerová: Z Paříže (1886) \| \| \| \| \| \| |                                                    |                                                      |                                                                |
| Jacques Callot: Tour de Nesle (1. polovina 17. století) | Alfred Sisley: Bárky na kanálu Saint-Martin (1870) | Auguste Renoir: Pont Neuf (1872)                     | Paul Gauguin: Seina mezi Pont d'Iéna a Pont de Grenelle (1875) |
| Paul Cézanne: Seina v Bercy (1878) | Gustave Caillebotte: Boulevard des Italiens (1880) | Vincent van Gogh: Pont du Carrousel s Louvrem (1886) | Vincent van Gogh: Moulin de la Galette (1886)                  |
| Childe Hassam: Champs-Élysées (1889) | Pierre-Ernest Prins: Lapin Agile (1890)            | Henri Rousseau: Eiffelova věž (1898)                 | Camille Pissarro: Tuilerijské zahrady (1900)                   |
| Honoré Daumier: Umělci před Notre-Dame (1834) | Édouard Manet: Sníh v Petit–Montrouge (1870)       | Claude Monet: Boulevard des Capucines (1873)         | Zdenka Braunerová: Z Paříže (1886)                             |
| |                                                    |                                                      |                                                                |

Paříž zachytilo ve svých dílech mnoho malířů, ovšem až do náboženských válek na konci 16. století není zachován žádný malovaný obraz s tématem Paříže. Teprve za panování Jindřicha IV. a Ludvíka XIII. město malovali Jacques Callot a holandští malíři Abraham de Verwer a Reinier Zeeman, zejména nábřeží Seiny. Palác Louvre se stal oblíbeným námětem v 17. století, další vlna zájmu o pařížské prostředí přišla v 19. století. Camille Corot maloval nábřeží Seiny, Claude Monet zachytil nádraží Saint-Lazare, Auguste Renoir líčí život na Montmartru (Moulin de la Galette, Moulin Rouge), Camille Pissarro maloval Pont Neuf a Alfred Sisley Ostrov sv. Ludvíka. Na přelomu století zachytili život v Paříži Georges Seurat, Paul Gauguin, Paul Cézanne, Vincent van Gogh nebo Toulouse-Lautrec. Ve 20. století mnoho malířů vyobrazilo zanedbané části města, např. Albert Marquet a Maurice Utrillo. Henri Matisse, Maurice de Vlaminck a André Derain tvořili na Montmartru v Bateau-Lavoir, zatímco Fernand Léger, Amedeo Modigliani, Marc Chagall, Chaïm Soutine a Ossip Zadkine pracovali v La Ruche na Montparnassu.

### Paříž v hudbě

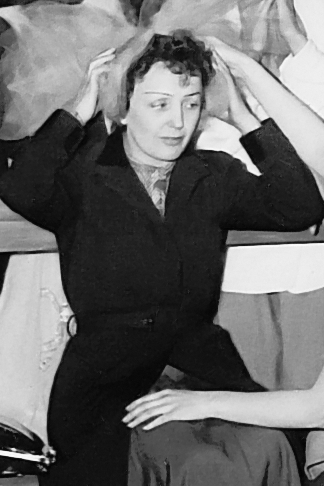
Édith Piaf v Théâtre de l'ABC (1951)

Paříž byla a stále je námětem a tématem mnoha písní a jiných hudebních děl. K nejstarším skladbám o Paříži patří Voulez ouyr les cris de Paris z roku 1528, kterou napsal francouzský renesanční skladatel Clément Janequin (1485–1558), dále Le Tracas de Paris (1665) Françoise Colleteta (1628–1680) a La Chronique scandaleuse, ou le Paris ridicule (1668), kterou složil Claude Le Petit (1638–1662). V 19. století vznikly skladby Tableau de Paris à cinq heures du matin (1802), jejím autorem je Marc-Antoine-Madeleine Désaugiers (1772–1817), Les Nouvelles de Paris (1854) Frédérica Bérata (1801–1855) nebo Paris pour un beefsteack (1870) z období prusko-francouzské války.
Kabaretiér Aristide Bruant napsal na přelomu 19. a 20. století množství písní s tématem Paříže: Le Chat noir (1884), Belleville-Ménilmontant (1885), À Saint-Lazare (1887) o věznici Saint-Lazare, À Grenelle (1888), À la Villette (1900), À la Goutte d'Or (1900) nebo Rue Saint-Vincent (1909). V té době zpívala písně o Paříži např. Yvette Guilbertová: Fleur de berge (1893), La Tour Eiffel (1893) a mnohem později Madame Arthur (1927).
Na počátku 20. století se oblíbeným námětem písní stalo pařížské metro: Le Trou de mon quai (1906), Au Métro (1910), Le Joyeux contrôleur (1910), La Petite dame du métro (1911), Le Jeune homme du métro (1912), Les Petits pois du métro: chanson légumineuse (1912). Mezi světovými válkami zpívala o Paříži kabaretní zpěvačka Mistinguett: La Parisienne (1919), Ça c'est Paris (1926), On m'suit (1928), Gosse de Paris (1929), Moineau de Paris (1929), La Petite femme de Paris (1930), Oui je suis d'Paris (1936), La Tour Eiffel est toujours là (1942).
Ve 30. a 40. letech to byli Maurice Chevalier: Dans les squares à Paris, au printemps (1934), Mon vieux Paris (1936), Dans un coin de Paname (1938), Ça c'est passé un dimanche (1939), Mimile (1939), Paris sera toujours Paris (1939), La Marche de Ménilmontant (1942), La Fête à Neu Neu (1943), Place Pigalle (1945), Pour les amants c'est tous les jours dimanche (1947), Quai de Bercy (1947) a rovněž Édith Piaf: Les Mômes de la cloche (1935), Entre Saint-Ouen et Clignancourt (1937), Paris-Méditerranée (1937), Elle fréquentait la rue Pigalle (1939), L'Accordéoniste (1940), La Valse de Paris (1943), Je m'en fous pas mal (1946), Les Amants de Paris (1948), Paris (1949), která pokračovala i v 50. letech písněmi Le Chevalier de Paris (1950), Notre-Dame de Paris (1952), Marie la française (1956), Le Métro de Paris (1960) a Le Diable de la Bastille (1962).
Po druhé světové válce zpívali písně o Paříži tanečnice Josephine Bakerová: Paris chéri (1944), Paris, Paris (1949) a Paris mes amours (1959) a šansoniér Yves Montand: Luna Park (1944), Vel d'hiv (1946), À Paris (1948), Cornet de frites (1949), Métro (1949) (spolu s Robertem Lamoureuxem), Grands Boulevards (1951), Rue Lepic (1951), La Ballade de Paris (1954) a Faubourg Saint-Martin (1954). V roce 1951 vznikla populární píseň Sous le ciel de Paris (Pod střechami Paříže) ze stejnojmenného filmu, kterou postupně nazpívali Juliette Gréco, Yves Montand i Édith Piaf.

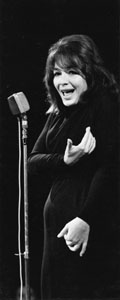
Juliette Gréco (1963)

Juliette Gréco se stala na dlouhou dobu zpěvačkou o Paříži, pro kterou psali významní autoři: k písním À la belle étoile a Embrasse-moi z roku 1951, Romance (1952) a La Belle saison (1977) napsal text Jacques Prévert, La Rue des Blancs-Manteaux (1951) Jean-Paul Sartre, L'Homme du tramouay (1953) a On enterre les chiens (1961) Raymond Queneau, Musique mécanique (1957) Boris Vian, Accordéon (1962) a Paris d'papa (1971) Serge Gainsbourg, La Famille Dupanard (1961) byla báseň Roberta Desnose. K jejím dalším skladbám o Paříži patří Guinguettes (1956), Le Guinche (1956), Méfiez-vous de Paris (1956), La Cuisine (1960), Il n'y a plus d'après... Paname (1960), Nos chères maisons (1961), Le Bestiaire de Paris (1962), La Fête aux copains (1962), Les Canotiers (1963), Le Départ des joyeux (1964), Le Pont du Nord (1964), Olga (1965), Chambre 33 (1966), La Panthère (1969), C'était Paris en 1970 (1970), Je vous attends (1974), Paris couleur novembre (1975), La Butte à Picasso (1976), Qu'elle est jolie la butte (1976), Paris aujourd'hui (1977).
Dalšími zpěváky a autory byli např. Charles Aznavour: J'aime Paris au mois de mai (1950), Gosse de Paris (1959), Paris au mois d'août (1965) a La Bohème (1965); Georges Brassens: Le Vent (1953); Boris Vian: Mon Paris à moi (1954) a Rue Watt (1954); Maurice Chevalier: Les Grands Soirs de Paris (1956); Serge Gainsbourg: Le Poinçonneur des Lilas (1958); Jacques Brel: La Valse à mille temps (1959), Les Prénoms de Paris (1961), Vesoul (1968) a Orly (1977); Gilbert Bécaud: Dimanche à Orly (1963); Georges Moustaki: Images – Paris qui va (1970); Paul Anka: Les Filles de Paris (sont les plus jolies du monde) (1959), který v roce 1979 napsal píseň Paris Problèmes pro Mireille Mathieu.

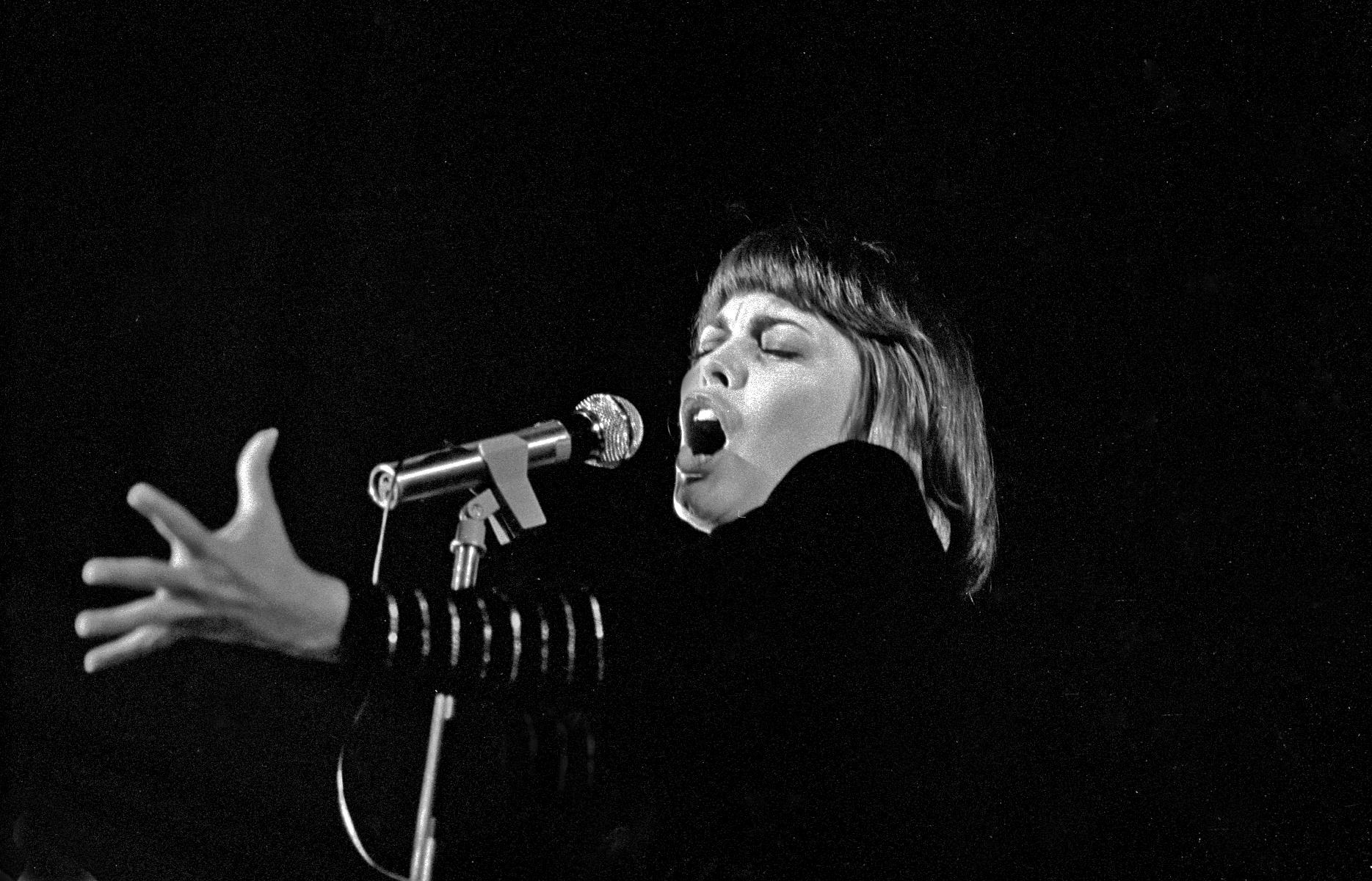
Mireille Mathieu (1971)

Ta se stala v 60. a 70. letech další zpěvačkou, u které se Paříž objevovala: Paris en colère (1966), L'amour de Paris (1969), Paris, un tango (1971), Les Moineaux de Paris (1973), Paris Perdu (1973), Paris Populi (1973). V 60. letech nazpíval Yves Montand báseň Victora Huga Les Tuileries (1964) a Brigitte Bardotová a Jeanne Moreau nazpívaly píseň Ah! Les p'tites femmes de Paris (1965).
V 70. a 80. letech se Paříž stala často námětem zpěváka a skladatele Renauda Séchana: Amoureux de Paname (1975), La Coupole (1975), Ecoutez-moi les Gavroches (1975), Le Blues de la porte d'Orléans (1977), Germaine (1977), Banlieue rouge (1981), Deuxième génération (1982) a Rouge-Gorge (1988). Ve stejném období vznikly písně France Gall Ça balance pas mal à Paris (1976) a Une nuit à Paris (1977), Jeana Michela Jarreho Paris by night (1977) a Kurta Weilla La Complainte de la Seine (1983).
V 90. letech nazpívali písně o Paříži Manu Chao Paris la nuit (ronde de nuit) (1991), Noir Désir Ici Paris (1993) a Yann Tiersen Rue des Cascades (1996). Po roce 2000 Manau Fest noz in Paname (2000), Bénabar Couche-tard et lève-tôt (2001) a Le Zoo de Vincennes (2003), Camille Dalmais Paris (2002), Manu Chao Petite Blonde du Bld Brune (2003) a Thomas Dutronc J'aime plus Paris (2007).
Ze zahraničních autorů napsal několik písní americký skladatel Cole Porter: Do you want to see Paris? (1929), I love Paris (1953) a Paris loves lovers, (1954). V roce 1961 vznikla píseň Paris ist eine Reise wert německého skladatele Petera Alexandera, v roce 1994 vyšlo britské album Paris, na kterém se podílel hudebně Malcolm McLaren, a kde některé písně nazpívala Catherine Deneuve (Jazz is Paris, La Main Parisienne, Paris Paris, Père Lachaise, Rue Dauphine). V roce 2007 složila píseň Paris Ja'el Na'im v hebrejštině a francouzštině.

### Paříž ve filmu

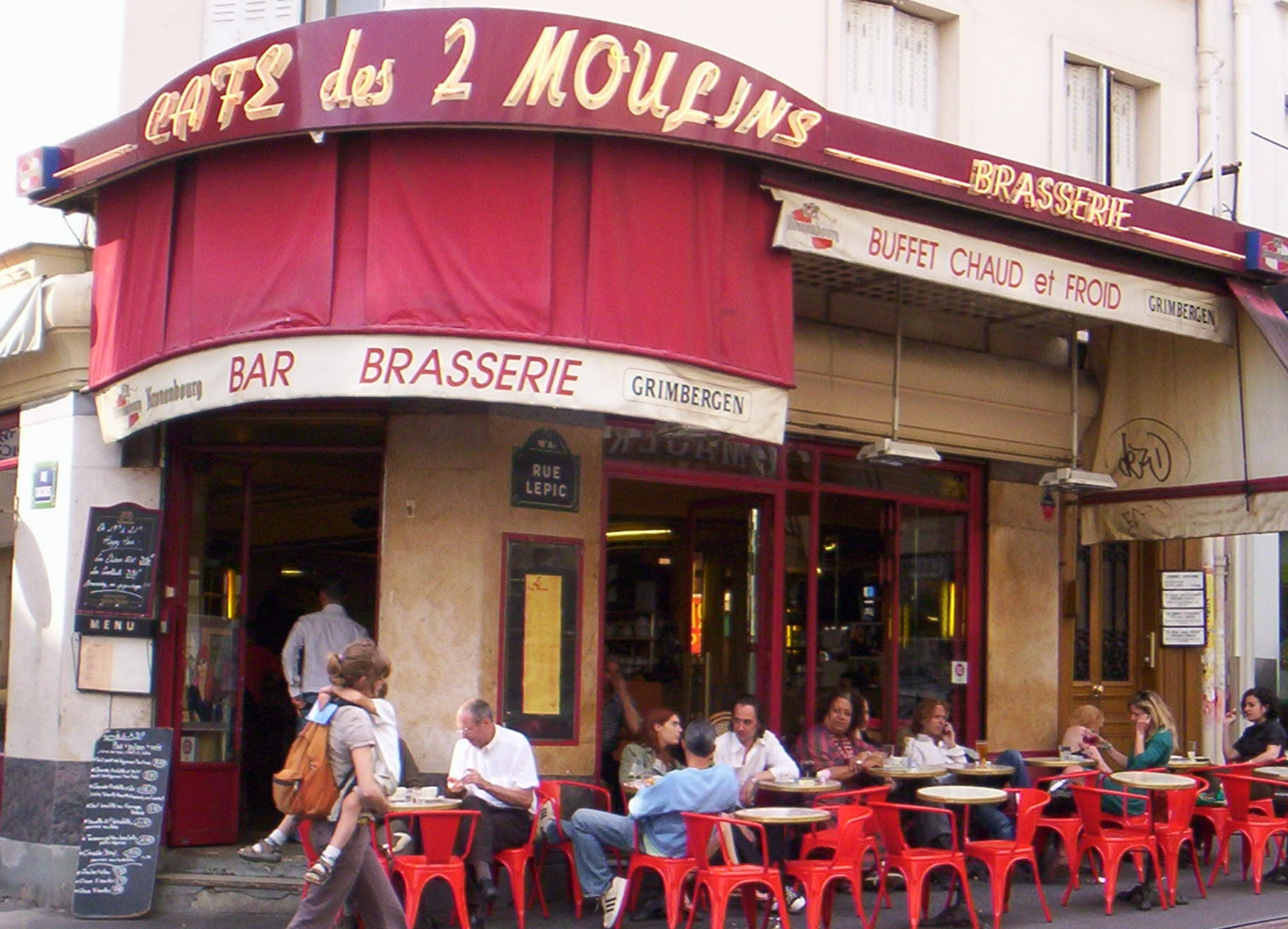
Kavárna U dvou mlýnů z filmu Amélie z Montmartru

Paříž je spolu s New Yorkem jedním z nejvíce natáčených míst na světě. Kromě samotné francouzské výroby využívají exteriérů Paříže i zahraniční filmaři. Celá řada filmů ztvárňuje Paříž tak, že podporuje jeho pověst romantického města. V dlouhém seznamu těchto filmů figurují významná díla francouzské kinematografie jako Hotel du Nord (1938), Ukradené polibky (1968), Rodinný krb (1970), Láska na útěku (1979) až po Amélii z Montmartru (2001), což je moderní příběh odehrávající se v mytické Paříži. Tento film měl velký mezinárodní úspěch a mnoho diváků přivedl na Montmartre, aby zde hledali místa natáčení. Do této skupiny se řadí i romantické snímky Moulin Rouge! (2001), Lepší pozdě nežli později (2003) s Jackem Nicholsonem, Paříži, miluji tě (2006), Paříž (2008), Laughing Out Loud (2008), Paříž 36 (2008) či Ženy ze 6. patra (2011). Rovněž muzikálová komedie Všichni říkají: Miluji tě (1996) Woodyho Allena se odehrává v Paříži, stejně jako jeho film Půlnoc v Paříži (2011). V roce 2007 se Paříž pro svou pověst města gastronomie stala dějištěm animovaného filmu Ratatouille.
Paříž je však dějištěm i mnoha dalších filmových žánrů. Film Upíři z roku 1956 patří ke klasice hororového žánru, ze stejné oblasti pochází film Katakomby (2007), který se odehrává v pařížských katakombách. Paříž z jiné strany ukazují rovněž thrillery Strach nad městem (1975), Brutální Nikita (1990), Říše vlků (2005) či Symbol smrti (2007) a s pařížskými reáliemi jsou úzce spojené kriminální filmy Válka policajtů (2004) a televizní seriály Komisař Moulin či Navarro. K nim lze tematicky přiřadit i film Šifra mistra Leonarda (2006).
Několik filmů zobrazuje i okupaci Paříže za druhé světové války, např. komedie Napříč Paříží (1956), Poslední metro (1980), Muž, který plakal (2000), Vlak (1964) nebo Pan Klein (1976) popisující deportaci židů z Paříže.
Paříž v blízké i vzdálené budoucnosti představují např. akční filmy Okrsek 13 (2004) a Okrsek 13: Ultimátum (2009) nebo detektivně laděné filmy Renesance (2006) a Chrysalis (2007).

### Paříž v komiksu
Paříž se objevuje v komiksech už od počátku 20. století.
- V roce 1905 se objevila postava Annak Laborne, známější pod přezdívkou Bécassine, dívka, která přijíždí z Bretaně do Paříže za prací.
- V roce 1908 vznikla komiksová série Les Pieds Nickelés o třech podvodnících, kteří se toulají ulicemi Paříže.
- Po roce 1959 začal vycházet týdeník kreslených komiksů Pilot, do něhož přispívali např. René Goscinny nebo Albert Uderzo, a kde se objevovaly též příběhy z Paříže.
- V roce 1978 začal vycházet měsíčník na pokračování (À suivre), kde vycházela Neobyčejná dobrodružství Adèle Blanc-Sec (Les Aventures extraordinaires d'Adèle Blanc-Sec). Příběhy se odehrávaly v Paříži v období před a po první světové válce.

V novější době vychází několik sérií, jejichž děj je usazen do Paříže: Il était une fois une fille que j'ai rencontrée deux fois (Byla jednou jedna dívka, kterou jsem potkal dvakrát), Kiki de Montparnasse (Kiki z Montparnassu), Louis la Lune (Louis Měsíc), Le Mystère Tour Eiffel (Tajemství Eiffelovy věže), Chambres Noires (Temné pokoje), Le Diable Amoureux et autres films jamais tournés par Méliès (Zamilovaný ďábel a další filmy nikdy nenatočené Mélièsem).

### Paříž v počítačových hrách
Město se nachází v videohře The Saboteur z roku 2009, kde je zobrazena většina pařížských pamětihodností. Děj se odehrává na počátku druhé světové války. Je rovněž vyobrazena v automobilových videohrách Midtown Madness 3 a Midnight Club II. Město je též jedním z míst, kde se odehrává Tomb Raider: The Angel of Darkness a v Paříži se rovněž odehrává začátek hry 007: Nightfire. A z novějších také Call of Duty: Modern Warfare 3.